# Hailin
Hailin (海林市S, HǎilínP) è una città-contea della Cina, situata nella provincia di Heilongjiang e amministrata dalla prefettura di Mudanjiang.